# Sozialistische Sowjetrepublik Iran
Die Sozialistische Sowjetrepublik Iran (SSRI, persisch جمهوری شوروی سوسیالیستی ایران, DMG Ǧumhūri-ye Šūravi-ye Sosiālisti-ye Īrān, ‚Sozialistische Sowjetrepublik von Iran‘), auch bekannt als Sowjetrepublik Gilan, war eine 1920 bis 1921 in der nordiranischen Provinz Gilan errichtete Räterepublik am Kaspischen Meer.

## Vorgeschichte
Während der konstitutionellen Revolution (1905–1911) war im Jahre 1909 in Rascht die erste persische Übersetzung des Kommunistischen Manifests erschienen. Seit 1914 operierten in Nordiran die Dschangali-Rebellen des Mirza Kutschak Khan, der sich bereits an der konstitutionellen Revolution beteiligt hatte. Mit deutscher und osmanischer Hilfe vertrieb er im Ersten Weltkrieg die Truppen des zaristischen Russlands und entwaffnete Truppenteile der von zaristischen Offizieren aufgebauten persischen Kosakenbrigade.
Bis 1917 beherrschte Kutschek Khan mit 3000 Dschangali ganz Gilan, nach Ausbruch der Oktoberrevolution überließen die abziehenden Russen auf Weisung der Bolschewiki den Dschangali ihre Waffen. Innerhalb der Dschangali entstand neben Kutschek Khan ein anarchistischer Flügel um Ehshanollah Khan.
Die Briten, die die antisowjetische Weiße Armee unter General Denikin unterstützten, wollten die Ölfelder um Baku sichern, damals unter Kontrolle der bolschewistisch geführten Kommune. General Lionel Dunsterville und seine Dunsterforce schlugen die Dschangali 1918. Kutschek Khan unterwarf sich daraufhin den Briten, nicht aber der Zentralregierung in Teheran. Als Iran 1919 nach dem anglo-iranischen Vertrag (1919) mit Großbritannien zum Aufmarschgebiet gegen Sowjetrussland wurde, schlossen die Briten ein Nichtangriffsabkommen mit Kutschek Khan.

## Republikanische Gegenregierung in Gilan

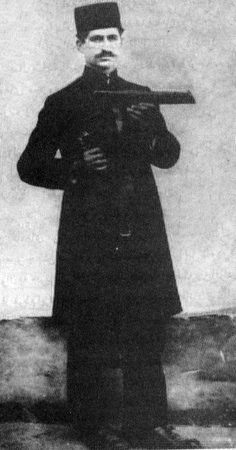
Mirza Kutschak Khan, der Anführer der Dschangali-Bewegung

Mit dem Gegenangriff der Roten Armee kam es 1920 zu einem antibritischen Aufstand in Nordiran, das Ergebnis eines Revolutionsexports unter tätiger Mithilfe Jakow Bljumkins. Die Sowjets verfolgten die russischen Weißgardisten bis Gilan und besetzten Anzali, wohin Dunsterville und Denikin sich zurückgezogen hatten. Im Juni 1920 wurde die Kommunistische Partei des Iran (später Tudeh-Partei) unter dem linksradikalen Parteichef Dschaʿfar Pischewari und dem sozialistischen Generalsekretär Agajew gegründet. Eine Einheitsfront aus Dschangali und KP eroberte mit sowjetischer Hilfe am 5. Juni 1920 Rascht (sowie Mazandaran) und proklamierte die Persische Sozialistische Sowjetrepublik, gestützt auf die bolschewistische Kaspiflotte und 2000 Rotarmisten unter einem sowjetischen Militärgouverneur. Zusätzlich wurde eine Iranische Rote Armee gebildet, deren Kommandeur Ehshanollah Khan wurde.

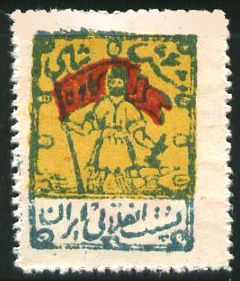
Briefmarke der Iranischen Sowjetrepublik 1920

Nach Abzug der Sowjets putschte sich Ehshanollah mit Hilfe Pischevaris am 21. Juli 1920 an die Spitze der Revolutionsregierung und unternahm abenteuerliche Vorstöße gegen Teheran, die zu schweren Verlusten führten. Im Gegenzug besetzte die von der Roten Armee zunächst zerschlagene, aber von den Briten wiederaufgebaute Persische Kosakenbrigade Ende 1920 Rascht.
Im Exil in Baku spaltete sich die KP, nachdem Pischevari von den Sowjets durch den ehemaligen Sozialdemokraten Haidar Khan Amu Ogli ersetzt worden war. Erst im Mai 1921 schlossen Ehshanollah, Kutschek Khan und Haidar Khan eine neue Einheitsfront. Im Juni 1921 zog Ehshanollah mit 2000 Mann erneut gegen Teheran, sie wurden aber geschlagen und die schlagkräftigsten Teile der Iranischen Roten Armee waren endgültig vernichtet.
Der Revolutionsrat schloss Ehshanollah daraufhin am 30. Juli 1921 aus, und am 4. August konnten Kustschek Khan und Haidar Khan nochmals ein Sowjetsystem in Rascht errichten. Dem Gegenstoß der Regierungstruppen versuchte Kutschek Khan durch einen Putsch und die Ermordung Haidars zuvorzukommen. Doch Reza Khan, der spätere Reza Schah Pahlavi, zu diesem Zeitpunkt Oberbefehlshaber der persischen Kosakenbrigade, lehnte das mit Autonomiegarantie für Gilan verbundene Kapitulationsangebot ab. Am 2. November 1921 fiel Rascht endgültig. Mirza Kutschak Khan wurde halb erfroren aufgegriffen, nach Rascht gebracht und am 2. Dezember 1921 enthauptet. Sein abgetrennter Kopf wurde als Beweis seines Todes nach Teheran gebracht und am 10. Dezember 1921 Reza Khan übergeben.

## Autonomiebewegung in Aserbaidschan
Am 7. April 1920 war die sowjetische Rote Armee auch in die iranische Region Aserbaidschan einmarschiert, wo sich am 23. Juni 1920 in Täbris eine weitere Sowjetrepublik konstituierte, die Demokratische Republik Aserbaidschab. Sie überstand aber den Abzug der Sowjets nicht und wurde schon am 14. September 1920 von Regierungstruppen vernichtet, ihre Führer wurden hingerichtet.

## Chlebnikow und Jessenin in der Sowjetrepublik Gilan
Vom April bis August 1921 bereiste Welimir Chlebnikow die Sowjetrepublik Iran; er arbeitete in der Roten Armee als Lektor und sollte in Gilan die Kinder des Chans unterrichten. Aus dieser Reise ging ein Gedichtzyklus hervor.
Sergej Jessenin war ebenfalls in der Sowjetrepublik unterwegs, er befand sich mit seinem Freund Primakow beim Stabskommando der Truppe.